# Stypella crystallina
Stypella crystallina är en svampart som först beskrevs av D.A. Reid, och fick sitt nu gällande namn av P. Roberts 1998. Stypella crystallina ingår i släktet Stypella, ordningen Auriculariales, klassen Agaricomycetes, divisionen basidiesvampar och riket svampar.   Inga underarter finns listade i Catalogue of Life.
I den svenska databasen Dyntaxa används istället namnet Myxarium subgilvum för samma taxon.  Arten har ej påträffats i Sverige.